# Helen Dean King
Helen Dean King (n. 27 septembrie 1869, Owego⁠(d), New York, SUA – d. 7 martie 1955, Pennsylvania, SUA) a fost un biolog american. Născută la Owego, New York, a absolvit Colegiul Vassar în 1892 și în 1899 și-a luat doctoratul în filosofie la Colegiul Bryn Mawr, unde a fost asistentă studentă în biologie în perioada 1897-1904. A predat fiziologie la Școala Miss Baldwin, Bryn Mawr, din 1899 până în 1907. A fost cercetătoare la Universitatea din Pennsylvania în 1906-1908 și a servit ca asistentă în anatomie în 1908-1909 și ca asociată după 1909 la Wistar Institute. De asemenea, a fost asistentă la Woods Hole, Mass. Investigațiile sale s-au ocupat în mare parte de probleme de determinare a sexului.  A ocupat funcția de vicepreședinte al Societății Americane de Zoologi în 1937 și a fost editor asociat al Journal of Morphology and Physiology din 1924-1927 și editor al serviciului de bibliografie al Institutului Wistar din 1922 până în 1935.   King a participat la reproducerea șobolanului Wistar, o tulpină de șobolani albini omogeni genetici care erau uitlizați în cercetarea biologică și medicală.   